# Булава

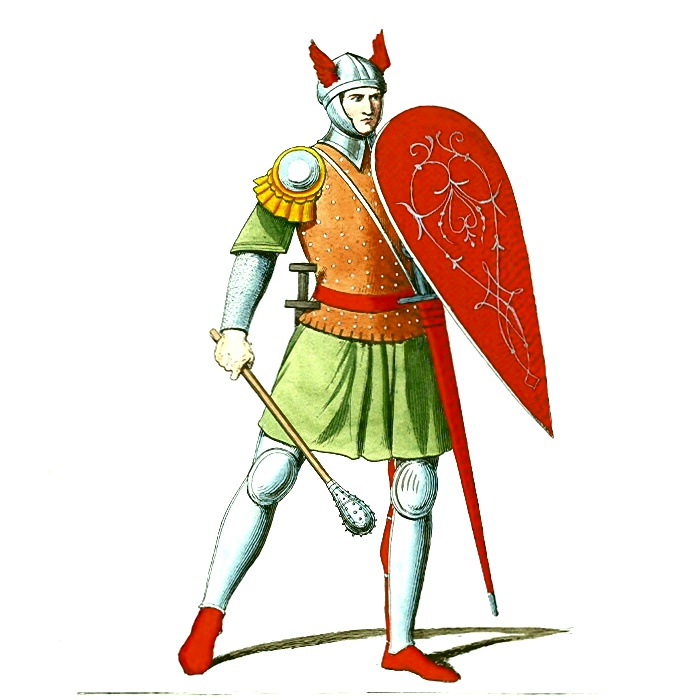
Середньовічний воїн з булавою і краплеподібним щитом

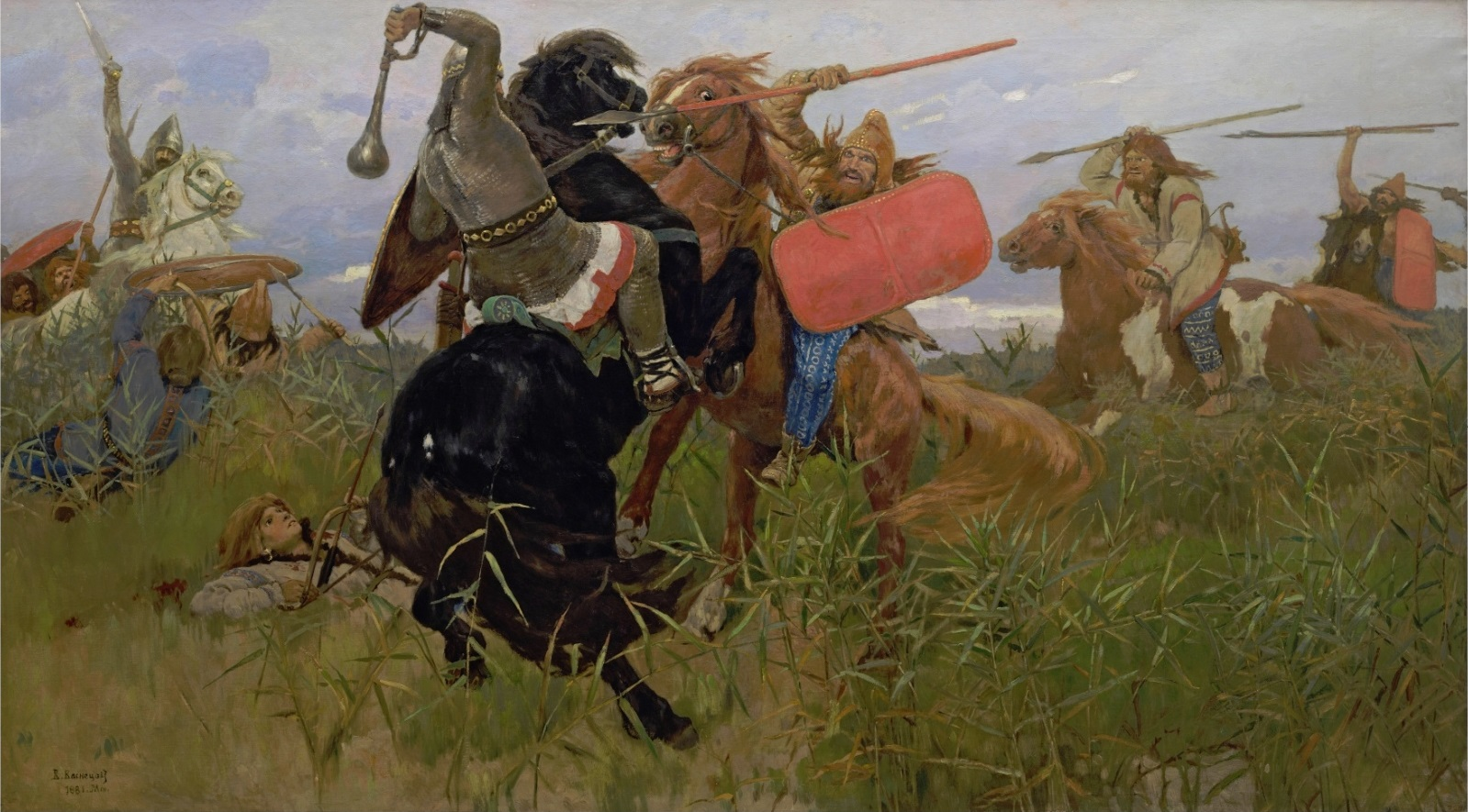
Віктор Васнецов «Бій скіфів зі слов'янами», 1881 р.

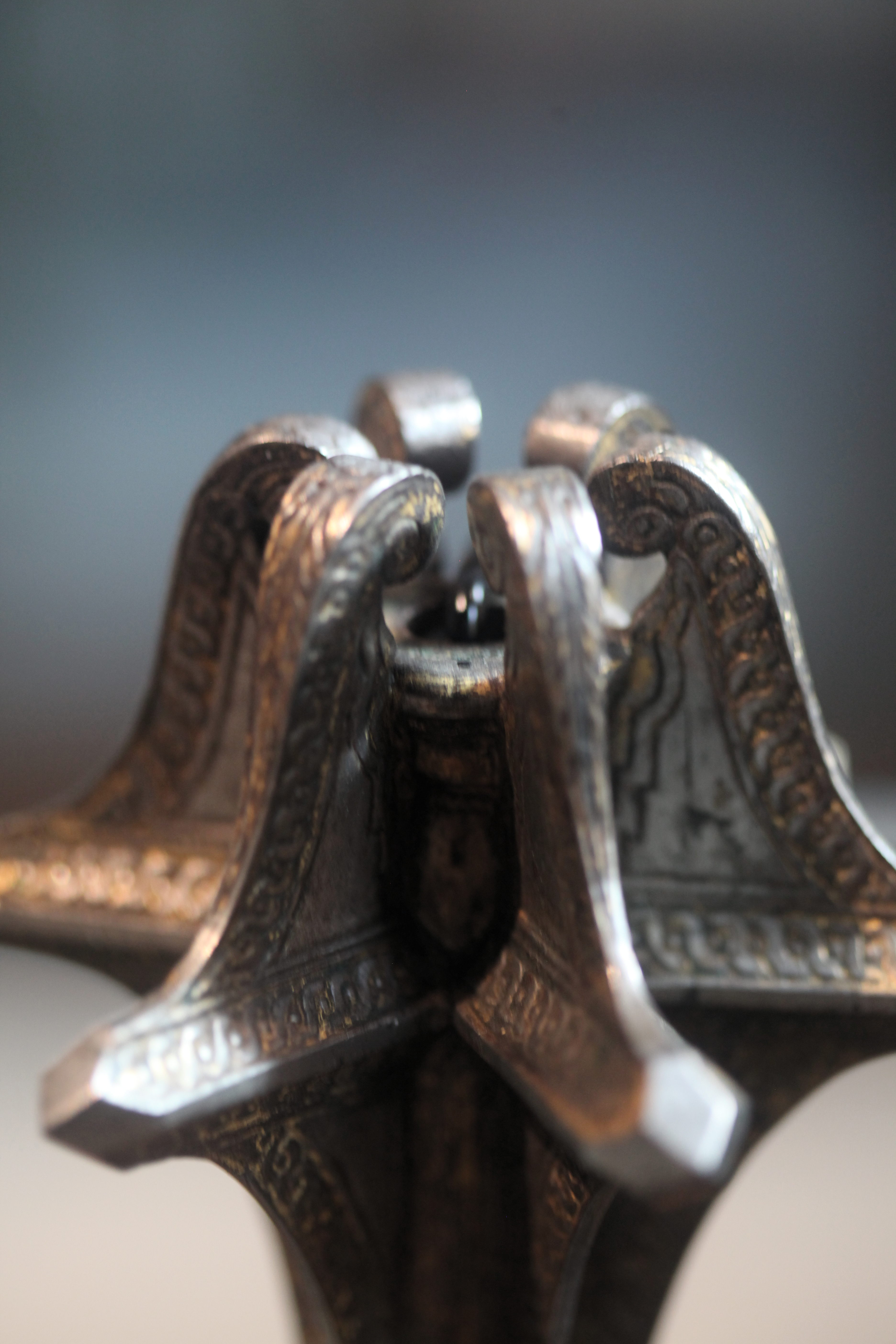
Навершя булави-пістоля. Дім Інвалідів, Париж

Булава́ — холодна зброя ударно-роздроблювальної дії, а також символ влади у деяких країнах.

## Історія
Стародавня холодна зброя, відома з найдавніших часів у багатьох народів. Розвинулася під час пізнього палеоліту з простої бойової палиці, до якої були додані гострі скалки з кременя чи обсидіану. Ретельно вирізана крем'яна головка булави була одним з артефактів, знайдених при розкопках неолітичного кургану Наут в Ірландії; відомо багато знахідок булавних головок з отворами, що належать до Бронзової доби.
Була на озброєнні у Римі, країнах середньовічної Європи та Київській Русі. 3 появою вогнепальної зброї поступово вийшла з ужитку.
Різновидом булав були моргенштерни — у вигляді шипчастих куль на держаках.

## Символ влади
Символ влади у українців, поляків, турків та інших народів. Один з українських козацьких клейнодів.

### Російська імперія
У козацьких військах Російської імперії XIX — XX ст. (Амурському, Астраханському, Донському, Кубанському, Уральському, Семиріченському, Оренбурзькому, Сибірському, Терському, Забайкальському, Уссурійському) булави, перначі та інші клейноди жалувалися козацьким отаманам і війську від імені російських імператорів та імператриць. Булава уособлювала владу отамана над військом і, водночас, була символом залежності козаків від російської корони.

## Галерея

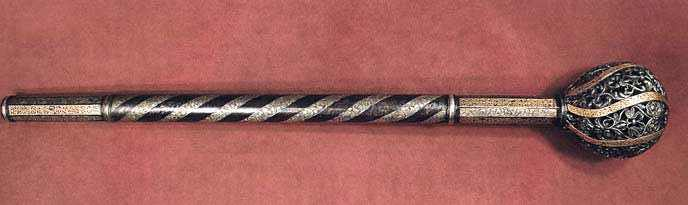
Булава гетьмана Пилипа Орлика
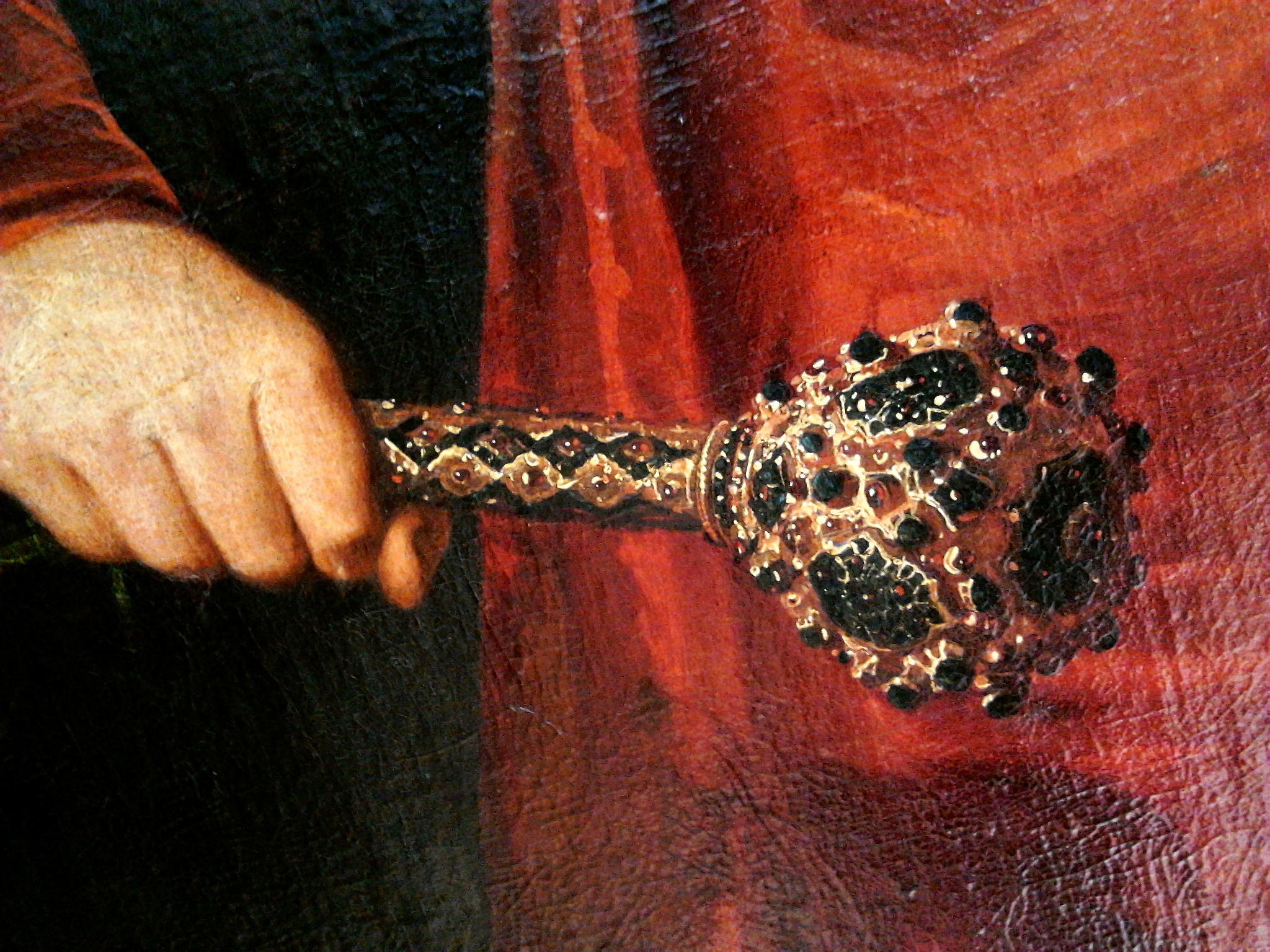
Булава Владислава Вази
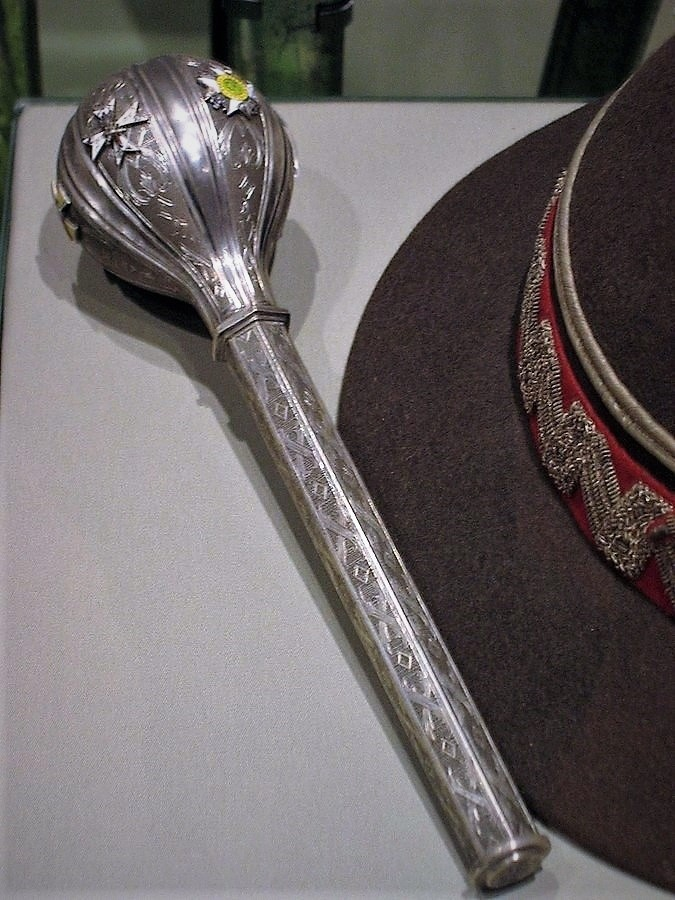
Маршальська булава (Польща)
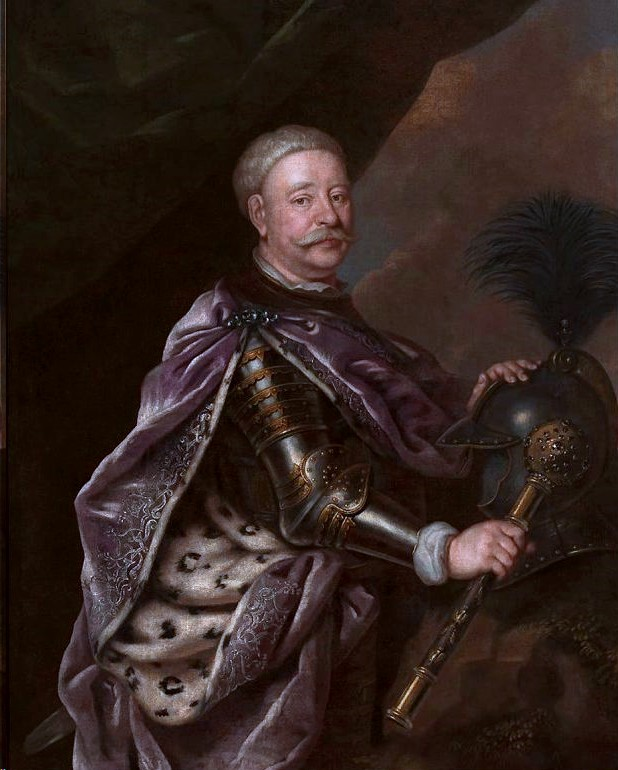
Ф. Делакруа. Портрет Гжегожа Антонія Огінського. Національний музей Варшави
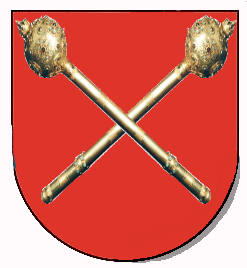
Булави на гербі Великих гетьманів Литовських
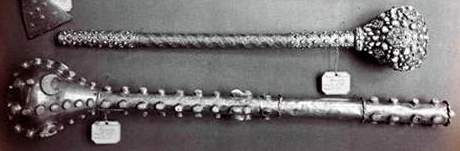
Булави. Фото 1888 р. з архіву Московського Кремлю
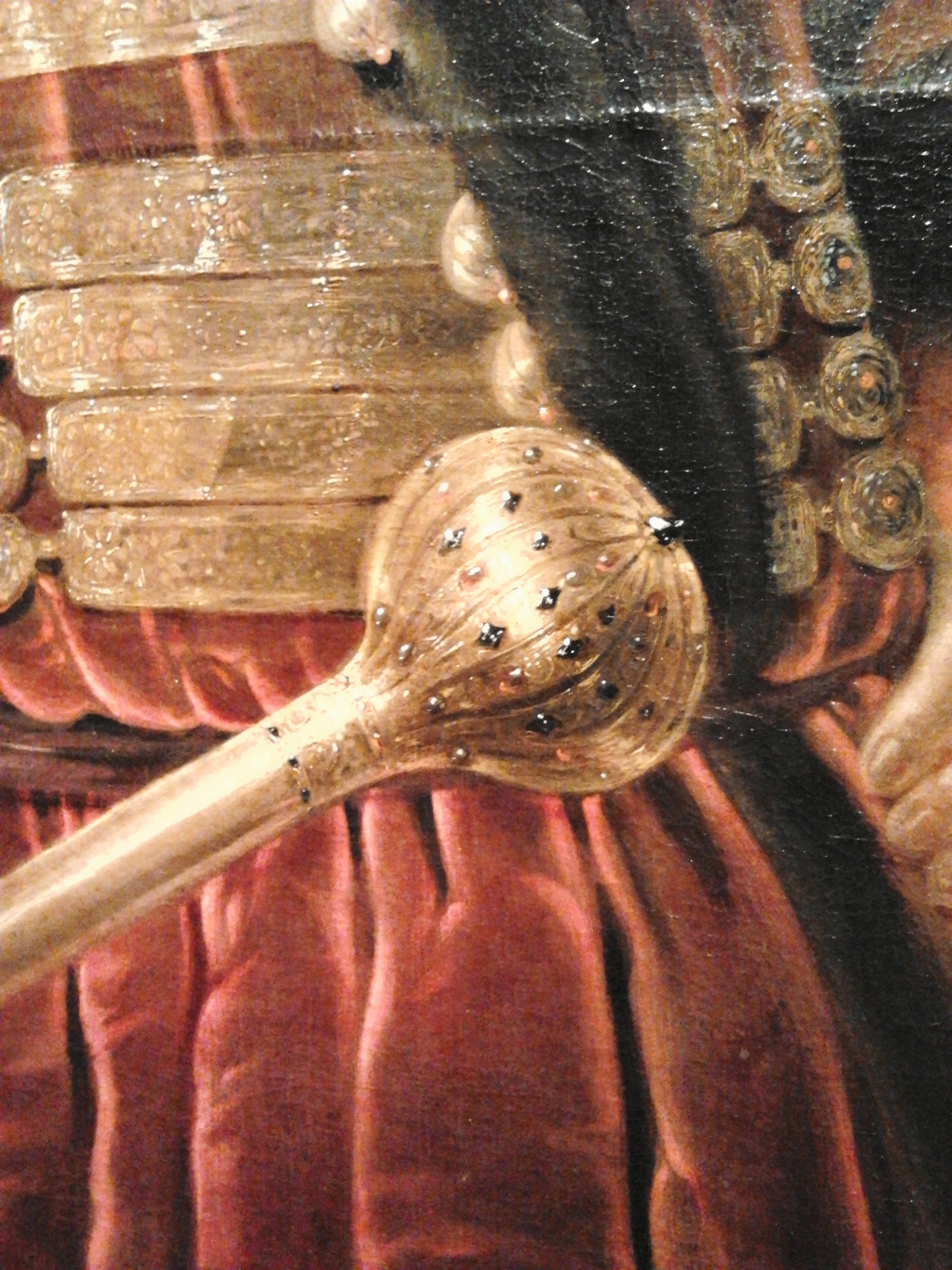
Булава польного гетьмана коронного Стефана Чарнецького. Фрагмент портрету роботи Б. Матісена, 1659 р. Королівський замок у Варшаві
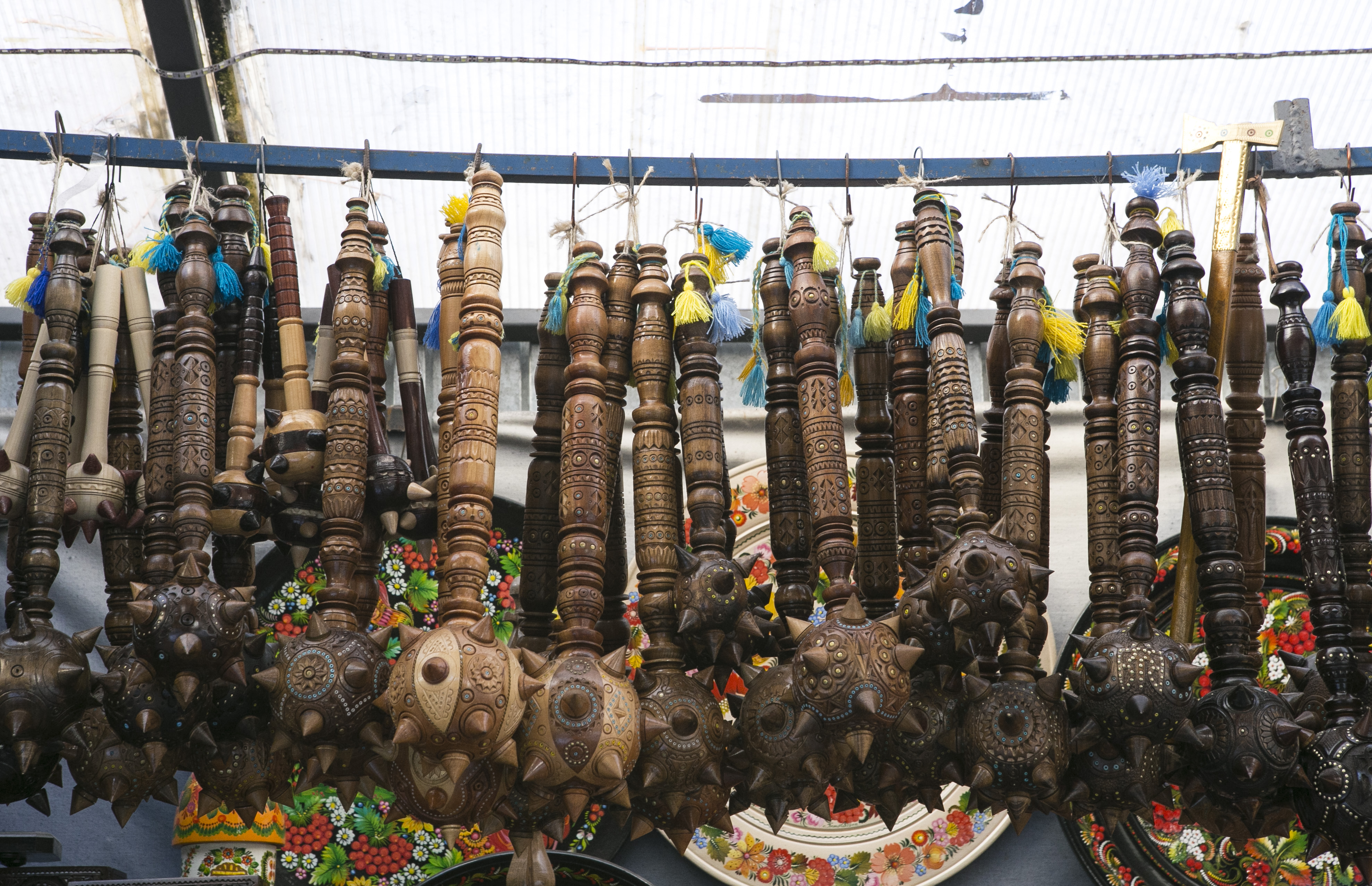
Декоративні дерев'яні булави в посольстві США в Києві
Нарукавний знак Головнокомандувача ЗСУ